# جینا مالو
جینا مالو (انگلیسی: Gina Malo؛ ۱ ژوئن ۱۹۰۹ – ۳۰ نوامبر ۱۹۶۳) بازیگر اهل ایالات متحده آمریکا بود. وی بین سال‌های ۱۹۳۲ تا ۱۹۴۰ میلادی فعالیت می‌کرد.
از فیلم‌ها یا برنامه‌های تلویزیونی که وی در آن نقش داشته است، می‌توان به مخمصه اشاره کرد.